# راسوت (شهرستان میاکینسکی، باشقیرستان)
راسوت (انگلیسی: Rassvet, Miyakinsky District, Republic of Bashkortostan) یک شهرک در شهرستان میاکینسکی استان باشقیرستان کشور روسیه است.